# Chuck Porter (homme politique)
Pour les articles homonymes, voir Chuck Porter.
Garnet Charles (Chuck) Porter, né le 29 décembre 1964 à Newport Station, en Nouvelle-Écosse, est un homme politique canadien. Il représente la circonscription de Hants West à l'Assemblée législative de la Nouvelle-Écosse de 2006 à 2021.
Il travaille comme ambulancier pendant 17 ans avant d'entrer en politique.
De 2004 à 2006, il est conseiller municipal et président du comité des finances de la Ville de Windsor.
En 2006, Chuck Porter est élu à l'Assemblée législative de la Nouvelle-Écosse dans Hants West sous la bannière du Parti progressiste-conservateur. Il est réélu en 2009 et en 2013. Le 13 juin 2014, il quitte le parti pour siéger comme indépendant en raison de désaccords avec le chef des progressistes-conservateurs, Jamie Baillie. En février 2016, il se joint au caucus libéral et il est réélu en 2017.
En 2018, Chuck Porter devient ministre des Affaires municipales et c'est lui qui est chargé du dossier du regroupement de Windsor avec le district de West Hants pour former la municipalité régionale de West Hants. Il est ministre responsable du Bureau de gestion des urgences lors de la tuerie de Portapique. En 2019, il reste en poste au minstière des Affaires municipales et de l'Habitation, avant d'être nommé en 2021 ministre de l’Énergie et des Mines et ministre des Terres et des Forêts.
C'est à ce titre qu'il dépose la seconde mouture du projet de loi controversé visant à assurer la conservation et l’utilisation durable de la biodiversité en Nouvelle-Écosse. Le projet suscite des protestations véhémentes de la part de l'industrie forestière et des propriétaires fonciers et la loi n'est finalement adoptée que sous une forme considérablement diluée,. Deux jours plus tard, Chuck Porter annonce qu'il ne sera pas candidat à sa réélection.
En 2024, il brigue le poste de maire de la municipalité régionale de West Hants. C'est le maire sortant, Abraham Zebian, qui est élu.
Chuck Porter est guitariste, membre du groupe The Fretnotes, et il se produit bénévolement lors de collectes de fonds et d'événements dans sa communauté.